# Роналд Флорейн
Роналд Флорейн (нід. Ronald Florijn, 21 квітня 1961) — нідерландський академічний веслувальник.
Олімпійський чемпіон 1988 (парні двійки), 1996 (вісімки) років, учасник 1992 року.
Срібний призер Чемпіонату світу 1989, 1994, 1995 років.
Бронзовий призер Чемпіонату світу 1991 року.